# Weesp
Weesp este o comună și o localitate în provincia Olanda de Nord, Țările de Jos. 

## Localități componente
De Horn, Uitermeer, Weesp.